# Zbyněk Zbyslav Stránský
Zbyněk Zbyslav Stránský, né le 26 octobre 1926 à Kutná Hora (Tchécoslovaquie) et mort le 21 janvier 2016, est un muséologue tchèque. Membre actif du Comité international pour la muséologie au sein du Conseil international des musées, il a œuvré au développement théorique de la muséologie et concevait cette discipline comme une science en devenir.

## Biographie

### Formation et Carrière
Zbyněk Z. Stránský a tout d’abord étudié la philologie et l’histoire à l'université Charles de Prague puis la musicologie à l'université Masaryk de Brno. Ces spécialisations lui permettent, une fois ses études universitaires achevées, de travailler dans différents musées tchèques tels que le musée Anton Dvorak à Prague. Il est employé en 1962 par le musée de Moravie (en tchèque : Moravské Muzeum) à Brno.

### Rôle et place au sein de la communauté internationale
Zbyněk Z. Stránský est convaincu qu’il faut travailler et débattre de façon coordonnée sur le plan national et international pour développer la muséologie ; c’est pourquoi il s’implique tout particulièrement dans les activités du Comité international pour la muséologie, en tant que membre régulier puis membre du comité exécutif de l’organisation à partir de 1986. Il participe à de nombreuses publications – articles mais aussi commentaires – et fait partie de différents comités de réflexion tels que celui sur la terminologie qui l’amènera à collaborer à la rédaction du Dictionarium museologicum. Il est considéré en 1989 comme faisant partie du « noyau dur » de la famille ICOFOM. 

### Le développement desmuseum studieset l’«école de Brno»
Zbyněk Z. Stránský s’emploie tout au long de sa carrière à mettre au point une formation complète et cohérente en muséologie afin de former des professionnels du musée, de leur donner les moyens de penser la muséologie de demain, d’œuvrer à l’institutionnalisation et à la reconnaissance universitaire de la discipline, et de lui offrir des structures de recherche. Il n’est néanmoins pas le seul à œuvrer au développement de la formation dans la seconde moitié du XXe siècle. Divers programmes, dont les contenus et l’organisation dépendent en grande partie de la conception de la muséologie des enseignants qui les conçoivent, voient le jour dans le monde. Les pays anglo-saxons proposent des cours basés avant tout sur des cas pratiques, tandis qu’un enseignement plus théorique est dispensé en Europe de l'est – notamment à Brno – et en Amérique du sud. Cette différence d’approches transparaît aussi à travers la dénomination des programmes ; s’il est plutôt question de « museum studies » ou de cours d’« études muséales » dans les pays anglo-saxons, on préfère parler de cours de « muséologie » dans les pays est-européens. 
Dès 1963, Zbyněk Z. Stránský, encouragé et soutenu dans cette démarche par Jan Jelinek, propose la création d’une « section de muséologie » rattachée à l’université J.E. Purkyně de Brno (actuelle Université Masaryk). Il met en place, quelques années plus tard, une chaire pour la formation post-universitaire du personnel des musées tchécoslovaques. Par ailleurs, il initie la mise en place d’une École Internationale d’Été de muséologie à Brno, soutenue notamment par l’UNESCO et le Comité international pour la muséologie, organisée par l’Université J.E. Purkyně et le musée de Moravie. La première session a lieu en 1987. Le développement de cette université d’été est rendu possible par la Révolution de velours qui précipite, à la fin des années 1980, la chute du régime communiste tchécoslovaque. L’EIEM propose aux professionnels de musées venant de tous les continents d’étudier les bases théoriques et méthodologiques de la muséologie quelques semaines en juillet ou en août, et permet aux participants de se constituer un réseau personnel et professionnel international.  

## Points de vue sur la muséologie

### La muséologie comme science
Un des grands apports de Zbyněk Z. Stránský à la muséologie se trouve dans son travail visant à établir la muséologie comme une science.

#### Définition de la scientificité de la muséologie
Pour qu’une discipline soit considérée comme une science, Zbyněk Z. Stránský définit trois critères, auxquels la muséologie doit répondre :  
- L’historicité de la discipline. Il doit être possible de trouver des traces de la théorie sous-tendant la discipline dans le passé. Ceci prouve que la muséologie possède une historicité propre qui n’est pas celle des musées en tant qu’institution[13].
- Elle doit répondre à un besoin social objectif. Pour Zbyněk Z. Stránský, le musée et la société sont liés car le développement de l’un accompagne celui de l’autre. L’existence même d’une théorie sur le musée est une preuve de l’utilité de la muséologie pour la société car le musée accompagne la formation de la culture humaine[14].
- Un paradigme propre, que Zbyněk Z. Stránský définit par la présence d’un objet spécifique de connaissance, d’un vocabulaire et une méthodologie propres, d’un système théorique spécifique. À cela, il ajoute que la muséologie doit pouvoir s’insérer dans le système scientifique dans sa forme actuelle[15].

Pour Zbyněk Z. Stránský, seul le critère d’historicité et celui du besoin social objectif sont remplis. De plus il identifie trois stades de développement d’une science : la formation, l’unification et la maturité. La muséologie traverse encore le premier stade, elle n’est donc pas encore une science à part entière. 

##### L’objet d’étude de la muséologie
Comme objet d’étude spécifique de la muséologie Zbyněk Z. Stránský propose le rapport spécifique de l’être humain à la réalité qui s’incarne dans certaines pratiques: l’acquisition et la préservation d’objets ayant une valeur de représentativité de certains phénomènes, ainsi que leur présentation. Aucune autre discipline ne peut rendre compte de cet aspect de la réalité qu’il nomme la muséalité. Cependant la muséologie n’est pas une discipline qui étudierait simplement les musées. L’approche muséologique à la réalité est présente au-delà de l’institution muséale, dans la raison d’être des musées. Le musée n’est qu’une forme, historiquement datée et géographiquement localisée que ce rapport humain à la réalité a pris.

##### Une méthodologie à développer
En 1980, il note que la muséologie, malgré quelques propositions, n’est pas encore dotée d’une méthodologie propre mais constate tout de même un effort pour uniformiser le langage utilisé dans les travaux académiques comme le montre la publication de dictionnaires muséologiques.

##### Système théorique de la muséologie
Zbyněk Z. Stránský propose une modélisation de la science muséologique en quatre niveaux de connaissances: 
- la muséologie historique qui étudie l’histoire de la muséalité (niveau diachronique);
- la muséologie sociale qui étudie les rôles de cette dernière dans la société contemporaine (niveau synchronique);
- la muséologie théorique qui étudie les processus de sélection des « porteurs de muséalité » et leur processus de sortie du cycle d’utilisation, le processus de thésaurisation de ces objets formant des collections et enfin le développement de ces collections du point de vue scientifique et culturel (niveau théorique);
- la muséologie appliquée (ou muséographie) qui étudie les aspects concrets du travail dans les musées (niveau appliqué).

#### La muséologie et les autres sciences
Un des enjeux pour la reconnaissance de la muséologie comme une science est son émancipation théorique et méthodologique vis-à-vis des autres sciences auxquelles elle peut être rapprochée. Ce point est important pour Zbyněk Z. Stránský qui rappelle souvent dans ses écrits que les emprunts aux autres disciplines montrent toujours certaines limites car leurs cadres théoriques et méthodologiques ne sont pas conçus pour englober les spécificités du muséal.  

### L’objet de musée et les collections

#### Les objets de musée ou musealia
Les objets contenus dans les musées ont été sélectionnés dans la réalité, isolés de leur contexte d’origine et transportés au musée ayant été considérés comme représentatifs de valeurs sociales et culturelles de la réalité naturelle. Ils ont donc subi la démarche de muséalisation, processus scientifique propre au champ muséal dont Zbyněk Z. Stránský distingue trois étapes : la sélection, la thésaurisation et, enfin, la présentation muséale. Par le biais de la muséalisation, les objets subissent un changement de statut, devenant ainsi des objets de musée. Ces derniers sont conçus à la fois comme des témoins authentiques de la réalité et comme des documents, c'est-à-dire des outils de connaissance scientifique de la réalité. De plus, ils sont des moyens expressifs qui servent à communiquer un message et, par conséquent, ils jouent aussi un rôle dans la conscience sociale. Basée sur la relation de l'homme envers la réalité, la détermination de l'objet de musée n'est pas immuable ou figée. De même, le terme musealia désigne la vrai chose muséalisée ou, autrement dit, le produit de la muséalisation. Néanmoins, à différence de la définition objet de musée, le musealia est aussi un concept, un « objet imaginaire » qui est perçu et sur lequel se forme l'expérience du sujet sur la base de sa confrontation avec les objets de musée.

#### La notion d'authenticité
Zbyněk Z. Stránský considère comme secondaire la notion d'originalité des objets de musée et se focalise en revanche sur le concept d'authenticité. En effet, tandis que le caractère original d'un objet est lié exclusivement à l'objet lui-même, celui de l'authenticité est au contraire basé sur la relation de l'objet, potentiel objet de musée, envers le phénomène représenté. C'est pourquoi il est possible de considérer comme des témoins authentiques aussi des objets qui, n'étant pas originaux, sont des substituts de la réalité, tels que les enregistrements de la seconde guerre mondiale.

#### La collection et collecte muséale
La collection muséale est le système composé des objets du musée, dont la nature dépend de la question de la définition des objets de musée et de leur degré d'identité avec la réalité. En effet, grâce aux relations qui s’instaurent entre les objets, la collection possède un degré d'identité avec la réalité qui est supérieur à celui du simple objet isolé. Dans l'ensemble, son rôle n'est pas de communiquer ce qui est déjà connu mais de suggérer et de stimuler une connaissance plus approfondie.
La collecte muséale ne concerne pas simplement l'assimilation d'objets mais aussi l'ensemble d'activités vouées à la formation de la collection – d'où le besoin de sa systématisation. Elle doit toujours être liée aux besoins actuels et futurs de la société de son temps, en répondant à ses changements économiques, sociaux et culturels.

### La présentation muséale et sa signification sociale

#### La présentation muséale et son langage
La finalité de la présentation muséale est de transmettre la connaissance et les valeurs culturelles et d'influencer la conscience de la société par le biais des objets de musée. Fondée sur une interprétation scientifique de la réalité documentée, la présentation muséale a son propre langage spécifique, qui est non-verbal et, plus précisément, visuel. Les porteurs de l'information sont en effet les objets matériels. Dans son ensemble, l'exposition muséale doit être structurée comme un message dont le contenu est une partie de réalité, selon le degré d'identité de la collection, et dont l'objet de la présentation est donc l'objet même.

#### La signification sociale de la présentation muséale
L'exposition muséale étant un message, elle a un impact sur la conscience sociale et contribue ainsi au développement culturel de l'individu et de la communauté entière. En effet, elle est un important moment d'éducation qui diffère de celui scolaire car elle a aussi une valeur d'apprentissage en relation avec la science, la technologie et l'art en elles-mêmes. De plus, puisqu'un système de présentation est au même temps un système de valeurs hiérarchisés, il influence l'évaluation de chaque sujet envers la réalité exposée et ses valeurs. À ce propos, Zbyněk Z. Stránský souligne que la spécificité de l'assimilation de la réalité par le biais de la présentation muséale est obtenue grâce au décalage de signification (« shift meaning») existant entre la réalité originelle et la réalité nouvelle qui est exposée dans le musée. C'est en effet ce décalage qui permet d'atteindre les structures référentielles de la conscience de l'observateur. 
Plus généralement, le muséologue tchèque est fortement persuadé du rôle central et irremplaçable du travail muséal qui, s’il est développé selon des principes systématiques et propres, pourrait contribuer à la réalisation personnelle de l'homme et être ainsi un élément fondamental d'humanisation dans la société.

## Fortune critique de la pensée de Zbyněk Z. Stránský
La difficulté de constituer un champ muséal est due au manque de consensus à propos de la définition de la muséologie et de la détermination de son objet. En effet, depuis trente ans, la question d’un éventuel statut scientifique de la muséologie a occupé la scène des débats internationaux. 

### Suiveurs et détracteurs de la muséologie de Zbyněk Z. Stránský
En général, alors que les muséologues anglo-saxons tentent de réduire leur discipline à un ensemble de techniques, ceux des pays de l’ancienne Europe de l’Est, dont Anna Gregorova et Klaus Schreiner, la définissent comme une science en construction. En effet, les grands détracteurs de cette conception sont Kenneth Hudson (en) (Royaume-Uni) et George E. Burcaw (États-Unis) alors que l’approche plus théorique de Zbyněk Z. Stránský a été suivie par les pays qui ont tendance à la théorisation: les écoles germaniques et latines et l’Amérique latine. Martin R. Schärer (Suisse) et Friedrich Waidacher (Autriche) s’appuient sur la notion de muséologie de Zbyněk Z. Stránský pour développer leurs concepts. La définition de muséologie théorique de Zbyněk Z. Stránský est celle que Peter van Mensch (Pays-Bas) propose pour la muséologie générale. Ce dernier structure la muséologie suivant cinq aspects: la muséologie générale, la muséologie théorique (ou métamuséologie selon Z. Stránský), la muséologie spéciale, la muséologie historique et la muséologie appliquée. À ces cinq aspects Zbyněk Z. Stránský propose d’ajouter  la muséologie sociale pour étudier le phénomène de la muséalistation dans le cadre de la société actuelle. Peter van Mensch en outre poursuit sa réflexion en professionnalisant la muséologie. Il propose le modèle PRC en s’appuyant notamment sur la reconnaissance de la discipline comme véritable science. 

### Un exemple de l’influence de Zbyněk Z. Stránský en France
Bernard Deloche s’inspire fortement du savant tchèque pour établir sa conception de la muséologie comme discipline philosophique. Il considère comme une «révolution copernicienne» sa démarche d’exclure le musée comme unique forme possible de la muséalité. Continuant les pensées de ce dernier et celles d’Anna Gregorova (1980), Bernard Deloche déduit que la spécificité du champ muséal est la « fonction documentaire intuitive concrète». Il s’oppose cependant à Zbyněk Z. Stránský en affirmant que la muséologie n’est pas une science mais une philosophie du muséal chargée de comprendre la spécificité de cette relation et de définir les modalités concrètes de sa mise en œuvre.  Selon lui, le rôle de « gardien moral de l’institution » n’est pas assimilable à une tache scientifique, le champ muséal ne produit pas une connaissance absolue et définitive, et la muséologie ne remplit pas les trois critères qui caractérisent toute démarche scientifique des sciences sociales. Pour Bernard Deloche, la muséologie est une théorie élaborée en vue d’être une philosophie pratique mais non gnoséologique. 

### L’ICOFOM LAM et Zbyněk Z. Stránský
Dans l’esprit de la Déclaration de Santiago du Chili (1972), l’ICOFOM latino-américain se créé en 1986 et se conceptualise par Nelly Decarolis (Argentine) et Tereza Scheiner (Brésil). Cette dernière et Luciana Menezes de Carvalho (Brésil) affirment que les contributions des réflexions scientifiques au champ muséal sont légitimes. Cependant, à la différence de Zbyněk Z. Stránský, elles mettent en évidence que « la muséologie a des caractéristiques de théorie mais pas de science». En 2015, lors de la XXIII Rencontre de l’ICOFOM LAM. Diversité et confluence dans la pensée muséologique de l’Amérique Latine, une des principales thématiques développées a été: « Réviser les classique : 2015 Année Stránský ». L’objectif était de réaliser une lecture critique de ses contributions et de faire en sorte que les réflexions actuelles latino-américaines se les approprient. Les récurrentes discussions sur « l’un des thèmes chers à l’ICOFOM,  la muséologie de l’Est» mettent en relief l’importance des apports de Zbyněk Z. Stránský au développement de la muséologie comme discipline à part entière.

### Articles et ouvrages écrits par Zbyněk Z. Stránský
- Zbyněk Z. Stránský (sous le pseudonyme E. Schneider), « La voie du musée, exposition au Musée de Morave, Brno », dans Museum, vol. XXXIX, n°4, 1977, p. 183-191.
- Zbyněk Z. Stránský, « Museological principles of museum exhibitions », The Problems of Contents, Didactics and Aesthetics of Modern Museum Exhibitions. International Museological Seminary,1978, p. 71-93.
- Zbyněk Z. Stránský, dans Museological Working Papers n°1, 1980, p. 42-44.
- Zbyněk Z. Stránský, dans Museological Working Papers n°2, 1981, p. 19-22 et p. 72-76.
- Zbyněk Z. Stránský,  « Museology as a science (a thesis) », Museologia, n°15, XI , 1980, p. 33-40.
- Zbyněk Z. Stránský, dans Icofom Study series n°1, 1983, p. 126-132.
- Zbyněk Z. Stránský, dans Icofom Study series n°2, 1983, p. 27-33.
- Zbyněk Z. Stránský, dans Icofom Study series n°3, 1983, p. 14-22 et p. 28-31.
- Zbyněk Z. Stránský, « Dictionarium museologicum und unsere Teilnahme », dans Muzeum, vol. 29, n°3, 1984, p.11-17.
- Zbyněk Z. Stránský, dans Icofom Study series n°6, 1984, p. 152-160.
- Zbyněk Z. Stránský, dans Icofom Study series n°9, 1985, p. 65-71 et p. 103-113.
- Zbyněk Z. Stránský, dans Icofom Study Series n° 11, 1986, p. 55-60.
- Zbyněk Z. Stránský, dans Icofom Study Series n°12, 1987, p. 293-298.
- Zbyněk Z. Stránský, dans Icofom Study series n°15, 1988, p. 215-223 et p. 241-244.
- Zbyněk Z. Stránský, dans Icofom Study Series n°16, 1989, p. 303-308.
- Zbyněk Z. Stránský, dans Icofom Study series n°19, 1991, p. 129-133.
- Zbyněk Z. Stránský,« The department of museology, faculty of Arts, Masaryk University of Brno and the questions of defining a profile of the museology curriculum », dans Icofom Study Series n°22, 1993, p. 127- 131.
- Zbyněk Z. Stránský, Introduction à l’étude de la muséologie destinée aux étudiants de l’École Internationale d’Été de muséologie – EIEM, Brno, Université Masaryk, 1995.

### Autres ouvrages
- 13e Rencontre de l’ICOFOM LAM, Diversidades y confluencias en el pensamiento museológico latinoamericano, Panamá, 2015, 2e circulaire.
- ICOFOM Study Series n°43a, 2015.
- ICOFOM Study Series n°43b, 2015.
- Dictionarium museologicum, Budapest, National Center of Museums, 1983.
- Museological News, n°9, 1986.
- Bernard Deloche, Le musée virtuel. Vers une éthique des nouvelles images, Questions actuelles, 2001.
- André Desvallées, François Mairesse (sous la direction de), Dictionnaire encyclopédique de muséologie , 2011.